# Pa de llimona amb llavors de rosella
Pa de llimona amb llavors de rosella (títol original en castellà, Pan de limón con semillas de amapola) és una pel·lícula espanyola de 2021 dirigida per Benito Zambrano i protagonitzada per Elia Galera i Eva Martín, basada en la novel·la homònima de 2016 de Cristina Campos. S'ha doblat al català per a TV3.

## Sinopsi
A Valldemossa, un petit poble de l'interior de Mallorca, Anna (Eva Martín) i Marina (Elia Galera), dues germanes que van ser separades en la seva adolescència, es troben de nou per a vendre una fleca que han heretat d'una misteriosa dona a la qual creïn no conèixer. Les germanes són dues dones amb vides molt diferents. Anna a penes ha sortit de l'illa i segueix casada amb un home al qual ja no estima. Marina viatja pel món treballant com a doctora per a una ONG. Mentre intenten descobrir els secrets que tanca la seva enigmàtica herència, Anna i Marina hauran de fer front a vells conflictes familiars i intentar recuperar els anys perduts.

## Repartiment
- Elia Galera com Marina
- Eva Martín com Anna
- Mariona Pagès com Anita
- Marilú Marini com Úrsula
- Tommy Schlesser com Mathias
- Claudia Faci com Catalina
- Pere Arquillué com Armando
- Nansi Nsue com Lezna
- Joseph Ewonde com Kaleb
- Hoji Fortuna com Mr. Berkele
- Ana Gracia com Sor Teresa[3]

## Producció
El novembre de 2016 es va conèixer la notícia que el director i guionista Benito Zambrano adaptaria la novel·la Pa de llimona amb llavors de rosella de Cristina Campos a la gran pantalla, i que Filmax havia comprat els drets per la seva producció i distribució. El rodatge va començar quatre anys més tard, amb Elia Galera i Eva Martín com a protagonistes. El setembre de 2021 es va anunciar la seva data d'estrena en cinemes (12 de novembre de 2021), amb un preestrena al Festival de cinema Evolution. La pel·lícula fou produïda per Filmax amb Deal Productions i La Periférica Produccions, amb la participació de RTVE, Movistar+ i TVC i el suport de l'ICAA i la Luxembourg Film Fund. Fou rodada principalment a Valldemossa (Mallorca), però també es van rodar a exteriors de Gran Canària, com Guía, Firgas, Arucas i Fataga.

## Estrena
La pel·lícula es va estrenar en la 66a Setmana Internacional de Cinema de Valladolid (Seminci) el 24 d'octubre de 2021 (2n dia). També es va projectar al Festival de Cinema Europeu de Sevilla (SEFF) i a l'Evolution Mallorca International Film Festival (EMIFF). Distribuït per Filmax, la pel·lícula es va estrenar a les sales d'Espanya el 12 de novembre de 2021.

## Premis i nominacions
| Any  | Premi                  | Categoria           | Nominat                          | Resultat | Ref    |
| ---- | ---------------------- | ------------------- | -------------------------------- | -------- | ------ |
| 2022 | 1rs Premis Carmen      | Millor director     | Benito Zambrano                  | Nominat  | [ 10 ] |
| 2022 | 1rs Premis Carmen      | Millor guió         | Benito Zambrano                  | Nominat  | [ 10 ] |
| 2022 | 77nes Medalles del CEC | Millor guió adaptat | Benito Zambrano                  | Pendent  | [ 11 ] |
| 2022 | XXXVI Premis Goya      | Millor guió adaptat | Benito Zambrano, Cristina Campos | Pendent  | [ 12 ] |